# Eolion
Eolion (zwany też Helionem) – postać literacka, bohater dramatu Juliusza Słowackiego Samuel Zborowski.
Eolion za życia we śnie somnambulicznym wędruje po wszechświecie i przenosi się w świat nierzeczywisty. Jego ojciec, Książę Polonius, uważa to za objaw choroby.
Podczas wędrówki z Dziewicą ciało Eoliona umiera w trakcie przechodzenia przez kładkę umieszczoną nad przepaścią.